# Camil Driessen
Camil Driessen (Eindhoven, 1982) is een Nederlandse onderzoeksjournalist. 
Driessen begon zijn journalistieke loopbaan als economieredacteur bij het NRC. Daarna was hij China-correspondent voor Elsevier Weekblad en politiek verslaggever bij dagblad De Pers. Toen De Pers stopte keerde Driessen terug bij het NRC, waar hij onder meer schrijft over de rechtstaat, criminaliteit en ondermijning. Hij was tevens lid van Kriterion.

## Erkenning
In 2011 won Camil Driessen de De Tegel, de jaarlijkse prijs voor de meest getalenteerde journalist. Hij kreeg de prijs voor het artikel Voor altijd reces dat verscheen in De Pers. In 2012 had minister-president Rutte de gedachte geopperd om het aantal Tweede Kamerleden van 150 terug te brengen naar 100. Driessen beschreef in zijn artikel wat er in 2011 niet in het nieuws gekomen zou zijn als het plan zou zijn ingevoerd en er 50 Kamerleden op reces zouden zijn gestuurd.

## Prijs
- De Tegel (2011)